# Ståle Økland
Ståle Økland (geboren am 21. April 1976) ist ein norwegischer Trendforscher, Autor und Referent.
Ståle Økland wuchs in Bryne, Paris und Leverkusen auf. Er studierte Soziologie, Geschichte und Germanistik und hat mehrere Bücher publiziert. Als Trendforscher beschäftigt sich Ståle Økland mit den Innovationen von Morgen. Er forscht zu Fragen in den Bereichen Konsum, Handel und Gesellschaft. Økland war auch politisch tätig sowie in der norwegischen konservativen Høyre-Partei aktiv und von 2003 bis 2005 Stellvertretender Bürgermeister der Kommune Time.
In Deutschland, Österreich und in der Schweiz wird er als Trendexperte benutzt. Sein Vater ist der ehemalige Fußballprofi Arne Larsen Økland. Ståle Økland wohnt in Oslo, Norwegen.

## Publikationen
- “Datakrasj”. Warum die digitale Ökonomie nicht funktioniert, 2015
- “Bykamp”. Kampf der Städte. Stadtentwicklung in der Zukunft, Co-Autor, 2014
- “Tenk som en rockestjerne”; Denk wie ein Rockstar – Was Betriebe von Rockbands lernen können, 2013
- TrendMania: hvordan trender skapes. Frekk Forlag, Oslo 2011 (norwegisch)